# FIRE BEAT
「FIRE BEAT」是Kis-My-Ft2的配信限定樂曲。於2010年7月5日由「dwango.jp」完整歌曲鈴聲(R)開始配信。

## 概要
- 與『祈願』同時配信。

## 樂曲
1. FIRE BEAT
  - 作詞：村野直球　作曲：velvetronica　編曲：宮永治郎

## 外部連結
- Kis-My-Ft2 Official Website